# کاستروپ

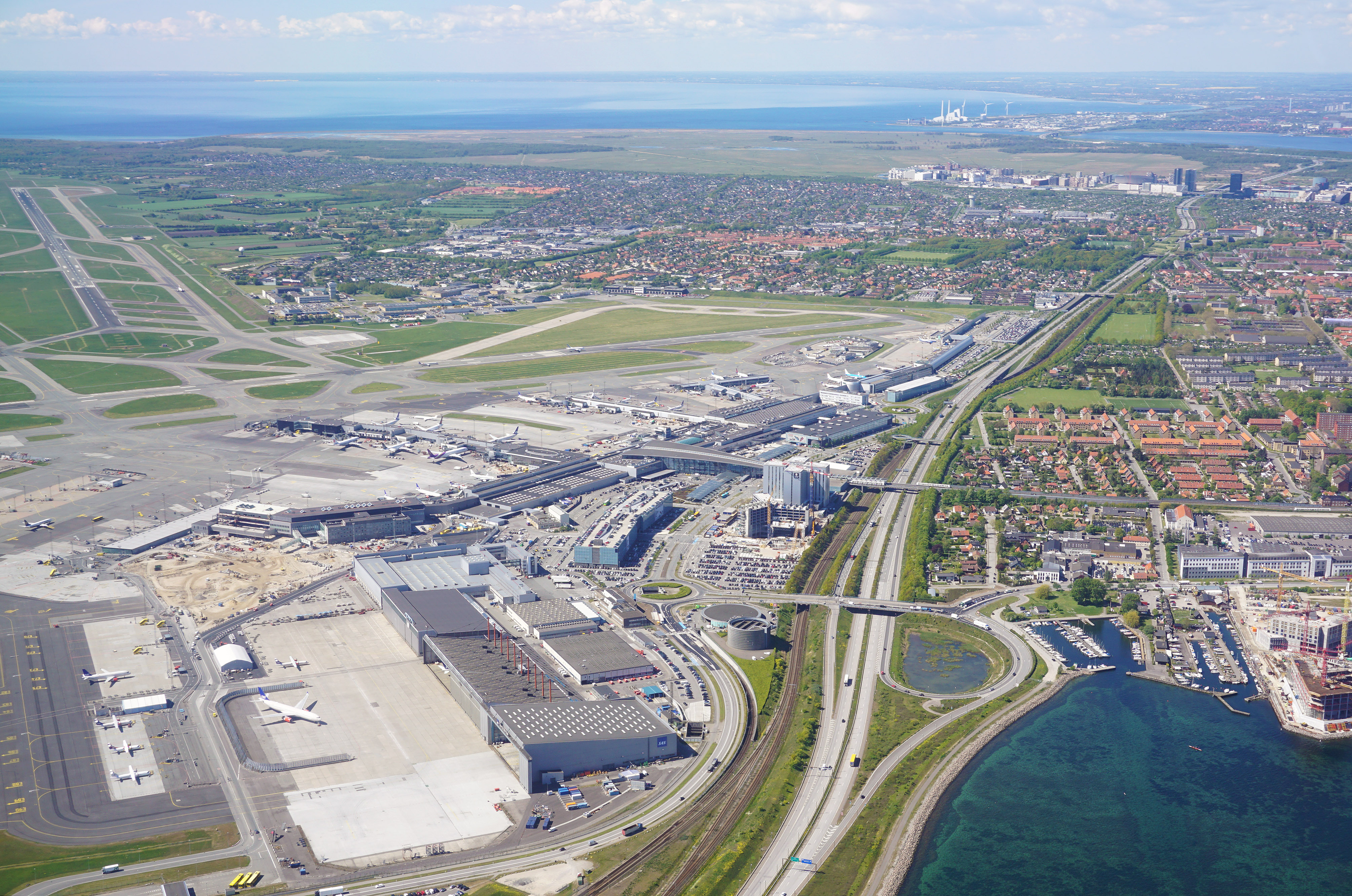
تصویر هوایی از فرودگاه کپنهاگ در کاستروپ.

کاستروپ (دانمارکی: Kastrup؛ ‏ تلفظ دانمارکی: [ˈkʰæˌstʁɔp]) یک مناطق حومه شهر کپنهاگ که در کمون تارنبی واقع شده‌است. شهرت این منطقه به‌خاطر آن است که فرودگاه کپنهاگ (که در سال ۱۹۲۵ بنا شد) در آنجا واقع شده‌است. جمعیت این منطقه در حدود ۴۳٬۰۰۰ نفر است.